# داريو سواريز
داريو سواريز (8 أغسطس 1992 بهافانا في كوبا - ) هو لاعب كرة قدم كوبي في مركز الوسط. شارك مع منتخب كوبا تحت 20 سنة لكرة القدم ومنتخب كوبا لكرة القدم.

## وصلات خارجية
- داريو سواريز على موقع قاعدة بيانات كرة القدم.إي يو (الإنجليزية)
- داريو سواريز على موقع ناشيونال فوتبول تيمز (الإنجليزية)
- داريو سواريز على موقع Soccerway.com (الإنجليزية)